# Clostridium
Clostridium is een geslacht  van gram-positieve, anaerobe, staafvormige bacteriën, die veroorzakers zijn van onder andere botulisme, tetanus, colitis pseudomembranacea en wondinfecties.

## Algemene kenmerken
In de natuur komen ze zeer verspreid voor in de grond, stof en water en behoren bij mens en dier tot de normale bewoners van het darmkanaal.
Hoewel ze anaeroob zijn is de gevoeligheid voor zuurstof zeer verschillend. Clostridium novyi type B groeit onder strikt anaerobe condities evenals Clostridium tetani. Clostridium perfringens kan groeien wanneer de atmosfeer kleine hoeveelheden zuurstof bevat en Clostridium tertium en Clostridium histolyticum zijn zelfs aerotolerant. Ze kunnen als zeer kleine kolonies op een aeroob geïncubeerde bloedplaat groeien.

## Klinische betekenis
Hoewel een aantal infecties een exogene oorsprong heeft, komen de endogene het meest voor. Ziektebeelden als gasgangreen na traumatische wonden, tetanus, botulisme en voedselvergiftiging zijn exogene infecties. Endogene infecties komen voor onder bepaalde voorwaarden: na een operatie, bij stoornissen van de bloedsomloop, obstructie, behandeling met immunosuppressieve middelen en chemotherapeutica. Na gebruik van antibiotica kan colitis pseudomembranacea ontstaan door overmatige aanwezigheid van toxinevormende Clostridium difficile. Clostridium-soorten kunnen zich in elk lichaamsdeel vestigen en er zich vermenigvuldigen.
De pathogene Clostridium-soorten vormen krachtige exotoxinen, waaraan ze hun pathogene betekenis te danken hebben. Andere virulentie-factoren zijn sporen, collagenasen en proteasen. Het is van erg groot belang de diagnose van een Clostridium-infectie snel te stellen. De meeste Clostridia-stammen zijn goed gevoelig voor penicilline.
Recent onderzoek (2014) heeft aangetoond dat Clostridia-bacteriën muizen kunnen beschermen tegen voedingsallergie door de opname van de allergenen door de darmwand tegen te gaan. Er wordt zo een mogelijke verband gelegd tussen antibioticagebruik en voedselallergieën.

## Morfologie
In een Gram-preparaat van jonge culturen worden de staven meestal gram-positief gekleurd, maar ze kunnen ook gram-negatief zijn, vooral in oudere culturen.
Morfologisch zijn Clostridium-soorten zeer polymorf: korte, dikke staven, tot lange filamenteuze vormen, recht of gebogen, komen voor.
Per definitie vormen alle soorten sporen. Het overgaan tot sporevorming is echter zeer afhankelijk van het medium waarop ze groeien.
De sporen zijn te zien met een malachietgroen-kleuring. Bij deze kleuring zijn de sporen groen zichtbaar, terwijl de vegetatieve vormen rood gekleurd zijn.
Bijna alle Clostridium-soorten zijn beweeglijk.

## Biochemische eigenschappen
Clostridium-soorten vormen geen katalase. De katalasetest is nuttig om aerotolerante Clostridia van Bacillus-soorten te onderscheiden. Clostridium-soorten zetten veel suikers om en sommige soorten breken eiwitten af. Voor de identificatie van Clostridium onderzoekt men eveneens de vorming van lecithinase en lipase.

## Belangrijke soorten
- Clostridium acetobutylicum → aceton en butanol productie (ABE-fermentatie)
- Clostridium argentinese → botulisme
- Clostridium barati
- Clostridium beijerinckii → aceton of isopropanol en butanol productie (ABE-fermentatie)
- Clostridium bifermentans
- Clostridium botulinum → botulisme
- Clostridium butyricum
- Clostridium difficile
- Clostridium haemolyticum
- Clostridium histolyticum
- Clostridium innocuum
- Clostridium limosum
- Clostridium novyi
- Clostridium oedematiens
- Clostridium perfringens → gasgangreen
- Clostridium putrefaciens
- Clostridium ramosum
- Clostridium septicum
- Clostridium sordellii
- Clostridium sporogenes
- Clostridium tertium
- Clostridium tetani → tetanus
- Clostridium tyrobutyricum → probleem bij het maken van kaas
- Clostridium welchii